# Jiří Kuchař

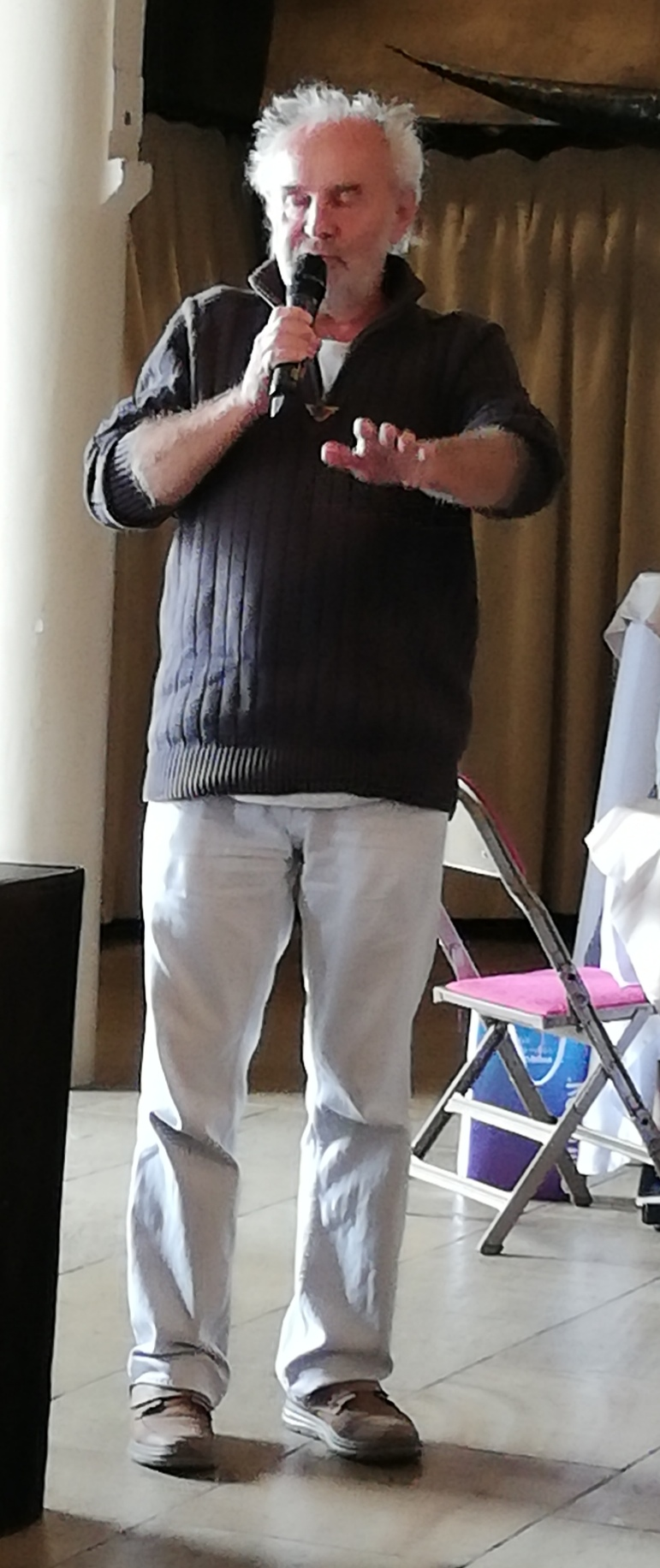
Jiří Kuchař v roce 2021 při křtu knihy Léčitelé, jasnovidci a mágové

Jiří Kuchař (* 2. dubna 1960) je český spisovatel, publicista  a badatel. Zabývá se alternativními metodami léčení a je autorem spirituálně zaměřené literatury a literatury faktu. Pravidelně publikuje v měsíčníku Regenerace (příspěvky v rubrikách: reflexe, fejeton, fenomén, kaleidoskop).

## Životopis
Jiří Kuchař je původním povoláním stavební inženýr. Jeho oborem byla podzemní voda. V době, kdy pracoval v národním podniku Stavební geologie, byl mezinárodním expertem v oboru hydrauliky podzemních vod. Po sametové revoluci založil (v roce 1991) nakladatelství Eminent  a později (v říjnu roku 1993) stál Jiří Kuchař u zrodu měsíčníku Regenerace. Na svých zahraničních cestách navštívil Thajsko, Spojené státy, Egypt, Peru, Mexiko, Yucatan a Guatemalu. Silně jej ovlivnilo setkání se šamanem a zážitky spojené s ayahuascou (v roce 1997). Za sérii článků o lidovém léčitelství v MF Dnes obdržel Jiří Kuchař bronzový bludný balvan. Ve volném čase studuje díla rakouského filosofa Rudolfa Steinera a švýcarského lékaře Carl Gustava Junga.

## Tvorba

### O léčitelích
- Hanka, Zdeněk a Kuchař, Jiří. Léčitelé jak je neznáte / Božena a Miroslav Crhovi, Vladimír Duka, Jaroslav Erben, František Klouda, Josef Prouza, Milan Toušek, Václav Vydra. 1. vydání. Praha: nakladatelství Eminent, 1991. 236 stran. ISBN 80-900302-3-8.[3]

- Kožíšek, Karel. Kniha která léčí. Praha: nakladatelství Eminent, 1992. 86 stran. ISBN 80-900176-4-9. (Monografie o malíři a léčiteli Karlu Kožíškovi)[3]

- Kuchař, Jiří. Léčitelé, jasnovidci a mágové: Moje svědectví o tom, jak jsem je potkal. Praha: nakladatelství Eminent, 2021. 408 stran; (pevná vazba s matným přebalem); (EAN: 9788072815661); ISBN 978-80-7281-566-1. (Svědectví autora o jeho čtyřicetiletém setkávání se s léčiteli, jasnovidci a mágy, jakož i s dalšími lidmi, kteří se v jejich blízkosti v tuzemsku i zahraničí pohybovali.)[6]

### O šamanismu
Jiří Kuchař čerpal ze svých osobních zkušeností z návštěvy peruánského pralesa a jeho obyvatel.
- Kuchař, Jiří. Ayahuasca, aneb, Tanec s bohy. Praha: nakladatelství Eminent, 1998. 236 stran. ISBN 80-85876-70-1. (Kniha o peruánském šamanismu.)

- Kuchař, Jiří. Santo Daimé: poselství z druhého břehu. Praha: nakladatelství Eminent, 2001. 140 stran. ISBN 80-7281-063-4. (Volně navazuje na knihu Ayahuasca aneb Tanec s bohy.)[3]

### Esoterická Praha
- Kuchař, Jiří. Praha esoterická: průvodce skrytými dějinami města. Praha: nakladatelství Eminent, 2000. 319 stran. ISBN 80-7281-022-7.[3]

- Kuchař, Jiří. Esoteric Prague: a guide to the city's secret history. Praha: nakladatelství Eminent, 2001. 319 stran. ISBN 80-7281-071-5. (Anglická mutace průvodce Esoterická Praha přibližuje skryté dějiny města.)

- Kuchař, Jiří, ed. Esoterisches Prag: Führer durch die verborgene Geschichte der Stadt. Praha: nakladatelství Eminent, 2001. 319 stran. ISBN 80-7281-069-3. (Německá mutace průvodce Esoterická Praha přibližuje skryté dějiny města.)

### Esoterické Čechy
Celkem devět svazků z rozsáhlé sbírky průvodců Esoterické Čechy, Morava a Slezsko, kterou Jiří Kuchař vytvořil ve spolupráci s Václavem Vokolkem.
- Kuchař, Jiří, ed. Esoterické Čechy, Morava a Slezsko: průvodce skrytými dějinami země. Svazek 1., Centrum Prahy. Praha: nakladatelství Eminent, 2002. 319 stran. ISBN 80-7281-119-3.

- Vokolek, Václav a Kuchař, Jiří. Esoterické Čechy, Morava a Slezsko: průvodce skrytými dějinami země. Svazek druhý, Střední Čechy. I., Praha jihozápad, Zbraslavsko, Karlštejnsko, Berounsko, Berounský magický kruh. Praha: nakladatelství Eminent, 2004. 243 stran. ISBN 80-7281-131-2.

- Vokolek, Václav a Kuchař, Jiří. Esoterické Čechy, Morava a Slezsko: průvodce skrytými dějinami země. Svazek třetí, Střední Čechy. II., Dobříšsko, Příbramsko, Vltavská podkova, Březnicko, Rožmitálsko, Hořovicko. Praha: nakladatelství Eminent, 2005. 225 stran. ISBN 80-7281-176-2.

- Vokolek, Václav. Esoterické Čechy, Morava a Slezsko: průvodce skrytými dějinami země. Svazek čtvrtý, Střední Čechy. III., Kladensko, Křivoklátsko, Rakovnicko, Jesenicko, Krajina Džbánu. Praha: nakladatelství Eminent, 2005. 198 stran. ISBN 80-7281-187-8.

- Vokolek, Václav a Kuchař, Jiří. Esoterické Čechy, Morava a Slezsko: průvodce skrytými dějinami země. Svazek pátý, Střední Čechy. IV., Praha severozápad, Slánsko, Velvarsko, Kralupsko, Soutok Vltavy a Labe. Praha: nakladatelství Eminent, 2006. 215 stran. ISBN 80-7281-265-3.

- Vokolek, Václav a Kuchař, Jiří. Esoterické Čechy, Morava a Slezsko: průvodce skrytými dějinami země. Svazek sedmý, Střední Čechy. VI., Mladoboleslavsko, Benátecko. Praha: nakladatelství Eminent, 2007. 173 stran. ISBN 978-80-7281-335-3.

- Vokolek, Václav a Kuchař, Jiří. Esoterické Čechy, Morava a Slezsko: průvodce skrytými dějinami země. Svazek osmý, Střední Čechy. VII., Českobrodsko, Kouřimsko, okolí Sázavy. Praha: nakladatelství Eminent, 2007. 207 stran. ISBN 978-80-7281-345-2.

- Vokolek, Václav a Kuchař, Jiří. Esoterické Čechy, Morava a Slezsko: průvodce skrytými dějinami země. Svazek devátý, Střední Čechy. VIII., Staroboleslavsko, okolí Lysé nad Labem, Nymbursko. Praha: nakladatelství Eminent, 2008. 207 stran. ISBN 978-80-7281-366-7.

- Vokolek, Václav a Kuchař, Jiří. Esoterické Čechy, Morava a Slezsko: průvodce skrytými dějinami země. Svazek šestý, Střední Čechy. V., Praha sever, Mělnicko, Máchův kraj. Praha: nakladatelství Eminent, 2009. 223 stran. ISBN 978-80-7281-302-5.

### Trénink, motivace, úspěch
Spolu s Marianem Jelínkem napsal Jiří Kuchař knihy o psychické stránce tréninku, přípravy a sportu vůbec, o získávání motivace a dosahování úspěchu.
- Jelínek, Marian a Kuchař, Jiří. Poznej sám sebe: tajemství těla, duše a mysli. Praha: nakladatelství Eminent, 2006. 214 stran. ISBN 80-7281-247-5.

- Jelínek, Marian a Kuchař, Jiří. Úspěch a jeho spirituální dimenze: mýtus, fikce, skutečnost. Praha: nakladatelství Eminent, 2007. 167 stran. ISBN 978-80-7281-320-9.

- Jelínek, Marian a Kuchař, Jiří. Motivace: mýtus dnešní doby. Praha: nakladatelství Eminent, 2013. 70 stran. ISBN 978-80-7281-458-9.

- Jelínek, Marian a Kuchař, Jiří. Tajemství životní motivace: její spirituální rozměry a inspirace. Praha: nakladatelství Eminent, 2019. 160 stran. (EAN: 9788072815470;) ISBN 978-80-7281-547-0[7]

- Jelínek, Marian a Kuchař, Jiří. Jak se zbavit strachu. Praha: nakladatelství Eminent, 2021. 232 stran. ISBN 978-80-7281-564-7

- Kuchař, Jiří a Jelínek, Marian. Umění psychické odolnosti. Praha: nakladatelství Eminent, 2023 (datum vydání: 31. května 2023); 288 stran. (EAN: 9788072815791); ISBN 978-80-7281-579-1

### Mariánská zjevení
Kniha se váže k události z roku 1958. Tehdy se v kysucké osadě Turzovka zjevila Panna Maria lesníkovi Matúši Lašutovi. Kniha se zabývá duchovním odkazem zjevení, přináší rozhovor s lesníkem a dokumentuje další známá mariánská zjevení z celého světa.
- Kuchař, Jiří, ed. Zjevení Matky Boží v Turzovce. Praha: nakladatelství Eminent, 2007. 231 stran. ISBN 978-80-7281-326-1.

- Kuchař, Jiří, ed. Zjavenie Matky Božej v Turzovke. Praha: nakladatelství Eminent, 2007. 231 stran. ISBN 978-80-7281-337-7.(Slovenská mutace knihy Zjevení Matky Boží v Turzovce.)

- Kuchař, Jiří, ed. Die Erscheinung der Gottesmutter in Turzovka. Praha: nakladatelství Eminent, 2008. 231 stran. ISBN 978-80-7281-340-7. (Německá mutace knihy Zjevení Matky Boží v Turzovce.)

### Hitlerovy sbírky
Dvojsvazková kniha pojednává o uměleckých dílech shromážděných Adolfem Hitlerem, která po skončení druhé světové války zůstala opuštěna v Československu.
- Kuchař, Jiří. Hitlerova sbírka v Čechách. Sochy, busty, drobné plastiky. Praha: nakladatelství Eminent, 2009. 271 stran. Stíny Třetí říše. ISBN 978-80-7281-386-5. (První díl)

- Kuchař, Jiří. Hitlerova sbírka v Čechách. Obrazy, dary, psací stůl. Praha: nakladatelství Eminent, 2012. 323 stran. Stíny Třetí říše. ISBN 978-80-7281-433-6. (Druhý díl)

### Výživa, přírodní antibiotika a antivirotika
- Kuchař Jiří, Podlaha Přemek + kolektiv autorů. Lékárna v přírodě: první léčitelská ročenka: rady, recepty a návody na celý rok. 1. vydání Praha: nakladatelství Eminent, 1992. 112 stran; ilustrace: Martínková Magdaléna; ISBN 80-900176-5-7[8][9]

- Jonáš, Josef a Kuchař, Jiří. Zdraví v ohrožení: hořká pravda o sladkém cukru. Praha: nakladatelství Eminent, 2013. 239 stran. ISBN 978-80-7281-464-0. (Autoři v této knize předkládají čtenářům vědeckými studiemi a praktickými příklady podpořenou teorii o škodlivosti rafinovaného cukru.)

- Frej, David a Kuchař, Jiří. Detoxikace léčivými oleji: domácí ajurvédské masáže, očista tlustého střeva, olejová očista nosu, olejový výplach úst, přehled léčivých olejů. Praha: nakladatelství Eminent, 2014. 140 stran. ISBN 978-80-7281-474-9. (Praktický průvodce světem léčivých olejů, metod a technik, při nichž se tyto oleje používají.)

- Jonáš, Josef a Kuchař, Jiří. Svět přírodních antibiotik: tajné zbraně rostlin: 88 přírodních zdrojů pro zdravý imunitní systém a prevenci i terapii virových, bakteriálních a plísňových infekcí. Praha: nakladatelství Eminent, 2014. 350 stran. ISBN 978-80-7281-479-4. (Návod na získávání léčivých prostředků na nejrůznější neduhy z přírodních zdrojů bez použití chemie.)

- Jonáš, Josef a Kuchař, Jiří. Tak chutná štěstí. Praha: nakladatelství Eminent, 2014. 161 stran. ISBN 978-80-7281-478-7. (Receptář, kde lze nalézt adekvátní náhrady cukru a mnoho receptů na sladká jídla cukr naprosto vynechávající.)

- Jonáš, Josef a Kuchař, Jiří. Tvoje strava je tvůj osud: příčiny, souvislosti, důsledky, a možnosti řešení nemocí a problémů spojených s jídlem. Praha: nakladatelství Eminent, 2015. 459 stran. ISBN 978-80-7281-501-2.

- Jonáš, Josef, Légl, Miroslav a Kuchař, Jiří. Pozor, sůl!: proč konzumujeme příliš mnoho soli, jak škodí našemu zdraví a co s tím můžeme dělat. Praha: nakladatelství Eminent, 2016. 281 stran. ISBN 978-80-7281-504-3.

- Frej, David a Kuchař, Jiří. Zdravé střevo: komplexní prevence a terapie trávicích a střevních potíží a onemocnění. Praha: nakladatelství Eminent, 2016. 449 stran. ISBN 978-80-7281-510-4.

- Jonáš, Josef, Kuchař, Jiří a Frej, David. Jak dál po antibiotikách (a během jejich užívání): manuál pro úspěšné ozdravení trávicího traktu po aplikaci syntetických antibiotik. Praha: nakladatelství Eminent, 2017. 239 stran. ISBN 978-80-7281-514-2.

- Jonáš, Josef a Kuchař, Jiří. Svet prírodných antibiotík: tajné zbrane rastlín: 77 prírodných zdrojov na prevenciu i liečbu vírusových, bakteriálnych a plesňových infekcií. Prvé vydanie. V Bratislave: Noxi, 2017. 384 stran.

- Jonáš, Josef a Kuchař, Jiří. Přírodní antibiotika a antivirotika v kuchyni: Prevence a terapie pomocí domácích prostředků: koření / hořcice / houby / medy / léčivé octy / oleje. Praha: nakladatelství Eminent, 2020. 214 stran. ISBN 978-80-7281-552-4. (Návod na získávání léčivých prostředků na nejrůznější neduhy z přírodních zdrojů bez použití chemie.)

- Frej, David, Kuchař, Jiří a Kozumplík, Miloš. Svět přírodních antivirotik: Prevence a terapie pomocí domácích prostředků. 1. vydání. Praha: nakladatelství Eminent, 2020. ISBN 978-80-7281-557-9. EAN: 9788072815579; Počet stran: 144; pevná vazba.[10] (Desítky receptů a postupů pro preventivní užívání přírodních prostředků s antivirovým posláním, pro celkové zvýšení imunity, pro terapii konkrétních nemocí a problémů spojených s viry.)[10]